# 竹内権兵衛
竹内 権兵衛（たけうち ごんべえ、1875年（明治8年）10月7日 - 1945年（昭和20年）8月10日）は、大正から昭和時代戦前の政治家。実業家。貴族院多額納税者議員。幼名は幸太郎。

## 経歴
茨城県久慈郡、のちの太田町（現常陸太田市）出身。先代権兵衛の長男として生まれ、1913年（大正2年）家督を相続と共に幼名を改める。
1914年（大正3年）以降、茨城県農工銀行監査役、日本製鋼取締役、日本赤十字社茨城支部商会議員などを歴任した。ほか、水浜電車社長、茨城土木工業、鹿島軌道、日立電気各取締役を務めた。
1918年（大正7年）9月29日には茨城県多額納税者として貴族院議員に互選され、1921年（大正10年）5月17日に除名されるまで務めた。

## 親族
- 子：竹内弘（実業家）[3]
- 弟：河盛安之介（実業家、衆議院議員、堺市長）[4]